# Lijst van vlaggen van Pakistan
Dit is een lijst van vlaggen van Pakistan.

## Nationale vlag (perFIAV-codering)
|          | Civiele vlag | Staatsvlag | Oorlogsvlag |
| -------- | ------------ | ---------- | ----------- |
| Te land  | · ?          | · ?        | · ?         |
| Te water | · ?          | · ?        | · ?         |

## Vlaggen van deelgebieden

### Vlaggen van bestuurders
| Vlag                                | Periode      | Functie                             | Beschrijving |
| ----------------------------------- | ------------ | ----------------------------------- | --- |
| Vlag van de president van Pakistan. | 2003 - heden | Vlag van de president van Pakistan. | Een groen veld waarop een gouden halve maan en ster tussen twee graantakken staan. De punten van de halve maan wijzen naar het uiteinde van de vlag. Eronder de naam van het land in het Urdu. Verder een witte baan aan de hijszijde. |

## Vlaggen van politieke partijen
| Vlag                                      | Periode     | Functie                                   | Beschrijving |
| ----------------------------------------- | ----------- | ----------------------------------------- | --- |
| Vlag van het Balawaristan National Front. |             | Vlag van het Balawaristan National Front. | Een groen veld met links een witte en een zwarte baan en een rode driehoek. De vlag wordt gedomineerd door een geit, mogelijk een bezoargeit.                                                                           |
| Vlag van de Muslim League.                | 1906 - 1947 | Vlag van de Muslim League.                | De Muslim League was de drijvende kracht achter de onafhankelijkheid van Pakistan. Diens vlag inspireerde het ontwerp van de nationale vlag sterk. Na 1947 waren er meerdere partijen onder deze naam en met deze vlag. |
| Vlag van de Pakistan Peoples Party.       |             | Vlag van de Pakistan Peoples Party.       | Driekleur in rood, zwart en groen. Vaak voorzien van logo's of symbolen. |
| Vlag van de Pakistan Seraiki Party.       |             | Vlag van de Pakistan Seraiki Party.       | Een rood-geel-groene vlag met aan de hijszijde een witte halve maan en ster in een zwarte vijfhoek. |
| Vlag van de Pakistan Tehreek-e-Insaf.     |             | Vlag van de Pakistan Tehreek-e-Insaf.     | Een rood-groene vlag met een witte halve maan en ster. |

### Vlaggen van separatistische bewegingen
| Vlag                                      | Periode | Functie                                   | Beschrijving                                                                                        |
| ----------------------------------------- | ------- | ----------------------------------------- | --------------------------------------------------------------------------------------------------- |
| Vlag van het Balochistan Liberation Army. |         | Vlag van het Balochistan Liberation Army. | Twee horizontale banen in groen en rood met aan de hijszijde een blauwe driehoek met een witte zon. |
| Vlag van het Kashmir Liberation Front.    |         | Vlag van het Kashmir Liberation Front.    | Twee horizontale banen in groen en rood met aan de hijszijde een witte driehoek.                    |

## Militaire vlaggen
De oorlogsvlag is reeds in de eerste tabel te vinden.
| Vlag                                | Periode      | Functie                             | Beschrijving |
| ----------------------------------- | ------------ | ----------------------------------- | --- |
| Vaandel van het Pakistaanse Leger.  |              | Vaandel van het Pakistaanse Leger.  | De Pakistaanse nationale vlag met het embleem van het leger in het groene veld.                                 |
| Vlag van de Pakistaanse Luchtmacht. |              | Vlag van de Pakistaanse Luchtmacht. | Een lichtblauwe vlag met in het kanton de Pakistaanse vlag en rechts het roundel van de Pakistaanse Luchtmacht. |
| Geus.                               | 1960 - heden | Geus.                               | Het wapen van de marine van Pakistan op een blauw doek.                                                         |